# IceWarp Mail Server
IceWarp Mail Server è un server di posta elettronica commerciale dotato di funzionalità collaborative e sviluppato da Icewarp. È supportato da Windows e Linux. Fino al 2009 era noto come Merak Mail Server.
Il server supporta i protocolli SMTP, IMAP e POP, la sincronizzazione della posta e dei contenuti groupware verso dispositivi mobili per mezzo del protocollo ActiveSync e dello standard SyncML, la messaggistica istantanea, gli SMS e il VoIP.